# 達巴側帶雅羅魚
達巴側帶雅羅魚（學名：Telestes dabar）為輻鰭魚綱鯉形目雅羅魚科的其中一種，分布於歐洲波士尼亞克弗里耶卡河和奧帕奇卡河流域，本魚體延長，吻部有肉質尖端，突出於上唇之上，口近端端，嘴尖在眼腹緣水平或以下裂開，側線通常中斷，共有24-69個側線鱗片，體側有一條鰓蓋後面到臀鰭起點前的細縱紋，體長可達7.9公分，棲息在喀斯特地形的地下河流，生活習性不明。